# Mondor-Krankheit

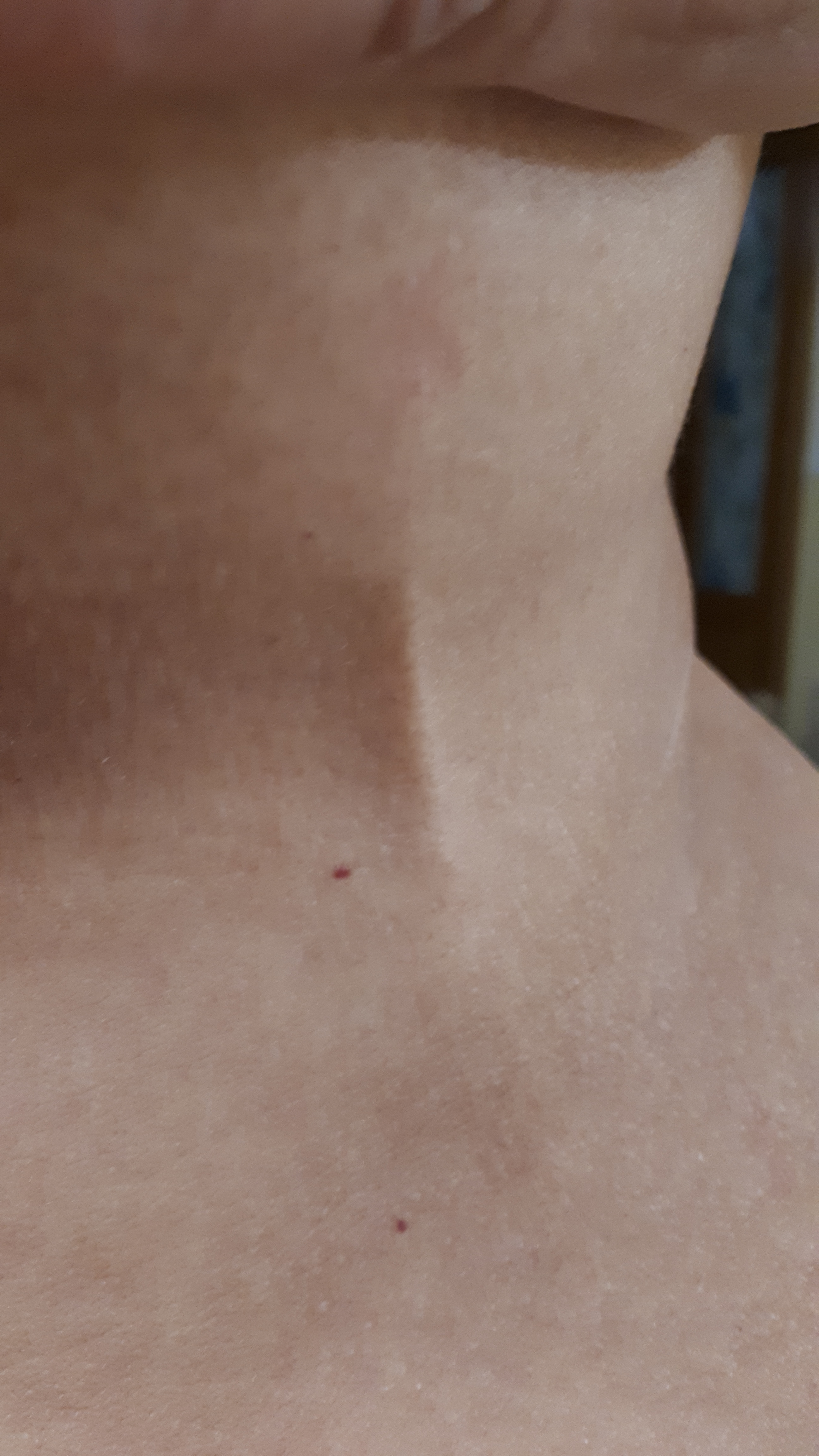
Mondor-Krankheit.

Bei der Mondor-Krankheit (synonym Morbus Mondor, Eisendrahtphlebitis, Phlebitis Mondor) handelt es sich grundsätzlich um eine Thrombophlebitis der Venae thoracoepigastricae oder deren Äste an der Vorderseite des Thorax. Dabei können auch die Brüste betroffen sein. Klinisch treten dabei druckschmerzhafte Stränge auf.
Analoge Erkrankungen der Venen am Penis werden als peniler Morbus Mondor bezeichnet.

## Geschichte
Das Krankheitsbild wurde erstmals 1939 von dem französischen Chirurgen Henri Mondor (1885–1962) als Venenentzündung an der Brustwand bei Frauen beschrieben. 1955 führte Otto Braun-Falco diesen Namen auch für eine Thrombose oder Thrombophlebitis der oberflächlichen dorsalen Penisvene ein.

## Ursache, Häufigkeit
Für gewöhnlich geht dem Morbus Mondor am Rumpf ein Trauma voran. In seltenen Fällen kann er aber auch als Begleiterscheinung eines Krebsleidens auftreten. Als weitere Ursachen finden sich in der Literatur Brustoperationen, entzündliche Prozesse, Schwangerschaft, Bestrahlung, Polycythaemia vera und Polyglobulie.
Es handelt sich beim Morbus Mondor nach der Erstdefinition von 1939 um eine seltene Krankheit, die Frauen viermal häufiger als Männer und zu 75 % Frauen in den mittleren Dekaden betrifft.

## Klinisches Bild
Der Morbus Mondor imponiert typischerweise als (druck-)schmerzhafter, möglicherweise deutlich tastbarer, derber Strang im Brustbereich, der durch die entzündliche Veränderung der Vena thoracoepigastrica zustande kommt. Manchmal kann man auch eine Rötung beobachten. Die Schmerzhaftigkeit lässt langsam nach, der Strang wird weicher und verschwindet dann meistens nach 3 Monaten. Eine tastbare Veränderung kann jedoch bis zu einem Jahr zurückbleiben.

## Histologie
Es handelt sich beim Morbus Mondor um die subakute obliterierende, sklerosierende Venenentzündung.

## Diagnostik, Prognose und Behandlung
Die Diagnose stützt sich auf klinischen und dopplersonographischen Befund. Der tastbare Mondor-Strang ist eine gutartige Veränderung, die zwar Beschwerden verursacht, sich jedoch in der Regel spontan binnen längstens drei Monaten zurückbildet. Bei Frauen über 35 Jahren sollte zum Ausschluss eines Brustkrebses eine Mammographie erfolgen.
Die Behandlung ist lediglich symptomatisch (Analgetika, Antiphlogistika) und entspricht im Wesentlichen der Therapie der Thrombophlebitis.